# هنري أ. جي. لي
هنري أ. جي. لي (بالإنجليزية: Henry A. G. Lee)‏ هو صحفي أمريكي، ولد في 1818 في فرجينيا في الولايات المتحدة، وتوفي في 1851.